# Egyed (település)
Egyed község Magyarországon, Győr-Moson-Sopron vármegyében, a Csornai járásban.

## Fekvése
Egyed Magyarország északnyugati részén, a Rábaközben, a járási székhelytől, Csornától 15 kilométerre délkeletre fekszik.
A község területe sík, a legközelebbi dombvidék, a Sokorói-dombság harminc kilométerre található. A falun átfolyik a Szany határából induló és a térség belvizeit a Kepés–Lesvári-főcsatornába, majd azon át a Rábcába vezető Buga-csatorna, amely az 1970-es évek végéig jelentős mennyiségű vizet szállított, de az utóbbi évtizedekben csak ritkán telik meg, medre többnyire száraz, cserjék, gyomok borítják. (Az egyediek egyébként nem Buga-csatornának, hanem „megyei ároknak” vagy „vármegyei ároknak”, helyi tájszólással „megyároknak”, „vármegyároknak” hívják e csatornát.)

### Megközelítése
Közúton négy irányból is elérhető: a 83-as főútról Tét, Mórichida és Árpás településeken keresztül a 8419-es úton, ugyancsak a 8419-esen a 86-os főút felől Rábacsanakon át, Csornáról, a 85-ös főútról Dör érintésével Rábapordányig a 8422-es, majd onnan a 84 131-es úton, Szany felől pedig Rábaszentandrás és Sobor községeken áthaladva a 8424-es úton.
A hazai vasútvonalak közül a települést a MÁV 14-es számú Pápa–Csorna-vasútvonala érinti. A vonalnak Egyed területén nincs megállási pontja, de Egyed-Rábacsanak vasútállomás alig 200 méterre nyugatra fekszik a falu nyugati határszélétől és mintegy 2 kilométerre annak központjától, a 8419-es út vasúti keresztezésének déli oldalán.

## Története
Legrégibb fennmaradt írásos említése egy 1469-ből származó oklevélből való, Echieth alakban írva. A török idők alatt elnéptelenedett, ezért a törökök kiűzése után a helyi földesúr német és rác lakosságot telepíttetett a területre.
1742-ben a település a Festetics család tulajdonába került és uradalma hamarosan megindította majorüzemét. 1771-ben már 540 holdon folyt a majorgazdálkodás. A földművelésben a Festeticsek váltógazdálkodást folytattak, szarvasmarhát hizlaltak, nemes juhfajtákat és selyemhernyót tenyésztettek. Szilváskertjük az egész Rábaközben ismert volt. Napóleon császár serege 1809-ben Egyed községen is átvonult, a francia katonák a kastélyt is kifosztották, de ez nem állította meg az uradalom fejlődését. 1831 októberében Festetics Vince egyedi birtokán találtak egy az i. sz. első századból, Egyiptomból származó leletet, az ún. egyedi kincset, egy rézből és bronzból készült kancsót, amelynek oldalát négy egyiptomi istenség arany- és ezüstberakásos alakja díszíti. (Ma a Nemzeti Múzeumban őrzik.) Az 1840-es években cukorgyár is létesült a településen, s Egyed mezővárosi rangot kapott, melyet 1871-ig viselhetett.
1848-ban harmincnégy nemzetőrt írtak össze a mezővárosban: 29 telkes jobbágyot, 1 kocsmárost, 1 ügyvédet, 2 ispánt és 1 grófot, gróf Festetics Oszkárt, akit kapitánnyá választottak. A fennmaradt iratok tanúsága szerint a szabadságharcban honvédként harcolt a faluból Horváth István és János, Molnár István és János, Pálfi János és Szemeti Máté.(E családnevek viselőit ma is megtaláljuk a községben.) Az 1848-as forradalom eredményeképpen az úrbéres telkek a volt jobbágyok tulajdonába kerültek.
1852-ben a Batthyány család szerezte meg az egyedi uradalmat, s gróf Batthyány Géza, aki 1859-ben feleségül vette a mártír miniszterelnök, gróf Batthyány Lajos legidősebb lányát, Emmát, itt is telepedett le. A grófnő nevét mind a mai napig őrzi a falu határában az Emma-dűlő.
A birtokot 1882-ben a budapesti szeszgyáros Stern (1885-től Egyedi) család egyik tagja, Artúr vásárolta meg, aki Egyeden nemcsak mezőgazdasági termeléssel, hanem versenylótenyésztéssel is foglalkozott és nagy hajtóvadászatokat is rendezett, melyeknek híre a 20. század elején Angliáig eljutott. Az uradalomban folyó termelés hatékonyságát mutatja, hogy a századfordulón az Egyedi család a második helyet foglalta el a Csornai járásban legtöbb adót fizetők rangsorában. (A család a húszas évek bűnügyi krónikájában is helyet kapott, amikor Egyedi Artúrt egyik veje megfojtotta, mert a földbirtokos megtagadta adósságainak rendezését.)
Az 1896-os millenniumi ünnepségek emlékét a falu szélén, a Rábacsanakba vezető út bal oldalán máig őrzi az akkor ültetett hét hársfa, „a hét vezér fái”. E fák stilizált rajza látható a falu címerének közepén.
Az első világháború az egyediek közül 42 áldozatot szedett, a második világháborúban - a 28 katonahalált, a 9 polgári áldozatot és a koncentrációs táborokba elhurcolt 9 egyedi lakost is számolva – 46-an pusztultak el. 1945 márciusában, a háború utolsó hónapjában a Rába folyónál zajló elkeseredett harcok során az aknatűz következtében a falu sok háza megrongálódott vagy leégett; ezek lakóinak egy része telepesként Ágfalvára költözött az onnan kitelepített svábok házaiba.

## Mai élete
Az 1924-es földreform során 250, az 1945-ös során pedig 350 katasztrális hold földet osztottak szét az egyedi családok között.
A falu első termelőszövetkezete 1958-ban alakult meg. A tsz 1976-ban rábacsanaki székhellyel egyesült a szomszédos Árpás és Rábacsanak termelőszövetkezeteivel, de a rendszerváltást követően 1992-ben ismét önállóvá vált. Napjainkban a faluhoz tartozó földek legnagyobb részét néhány magángazdaság műveli saját tulajdonként és bérlemény formájában.
Az 1970-es években kiemelkedő kulturális élet folyt a településen. Kajos László tanító ekkor alakította meg a dalárdát, a citerazenekart és a tánccsoportot. Ma is élő néphagyomány a szentháromság-napi búcsú alkalmával táncolt karéj, a májusfaállítás és a húsvéti pirostojás-festés. Az ezredforduló óta minden évben rendeznek falunapot is egyre gazdagabb kulturális és sportprogrammal.
Egyed infrastrukturális ellátottsága jónak mondható, vezetékes ivóvíz, szennyvízcsatorna, gáz és telefon is van a faluban, és megoldott a szelektív hulladékgyűjtés is. Az utak portalanítottak.
Az általános iskola alsó tagozata Szil tagiskolájaként, de helyben működik, a felső tagozatosokat iskolabusz szállítja Szilba.
2004-ben új sportpályát és hozzá tartozó korszerű öltözőépületet vehettek birtokukba a falu fiataljai.
Egyednek van háziorvosa, és védőnő is tevékenykedik a községben.

## Közélete

### Polgármesterei
- 1990–1994: Lőrincz Imre (független)[5]
- 1994–1998: Lőrincz Imre (független)[6]
- 1998–2002: Kathi Imréné (független)[7]
- 2002–2006: Vadosné Varga Katalin (független)[8]
- 2006–2010: Vadosné Varga Katalin (független)[9]
- 2010–2014: Vadosné Varga Katalin (független)[10]
- 2014–2019: Vadosné Varga Katalin (független)[11]
- 2019–2024: Vadosné Varga Katalin (független)[12]
- 2024– : Németh Gábor (független)[1]

## Népesség
A település népességének változása:
| Lakosok száma | 529  | 512  | 504  | 489  | 493  | 480  | 485  |
|               | 2013 | 2014 | 2015 | 2021 | 2022 | 2023 | 2024 |

A 2011-es népszámlálás során a lakosok 88,8%-a magyarnak, 0,2% bolgárnak, 0,6% németnek mondta magát (11,2% nem nyilatkozott; a kettős identitások miatt a végösszeg nagyobb lehet 100%-nál). A vallási megoszlás a következő volt: római katolikus 79,9%, református 0,4%, evangélikus 1,1%, felekezeten kívüli 3,2% (15,1% nem nyilatkozott).
2022-ben a lakosság 90,7%-a vallotta magát magyarnak, 1% románnak, 0,8% németnek, 0,8% cigánynak, 0,6% szerbnek, 0,2-0,2% horvátnak, görögnek, örménynek és ruszinnak, 1,6% egyéb, nem hazai nemzetiségűnek (9,3% nem nyilatkozott; a kettős identitások miatt a végösszeg nagyobb lehet 100%-nál). Vallásuk szerint 55% volt római katolikus, 1,2% evangélikus, 0,8% református, 0,2% görög katolikus, 0,6% egyéb katolikus, 4,5% felekezeten kívüli (37,5% nem válaszolt).

## Látnivalói
A kastély

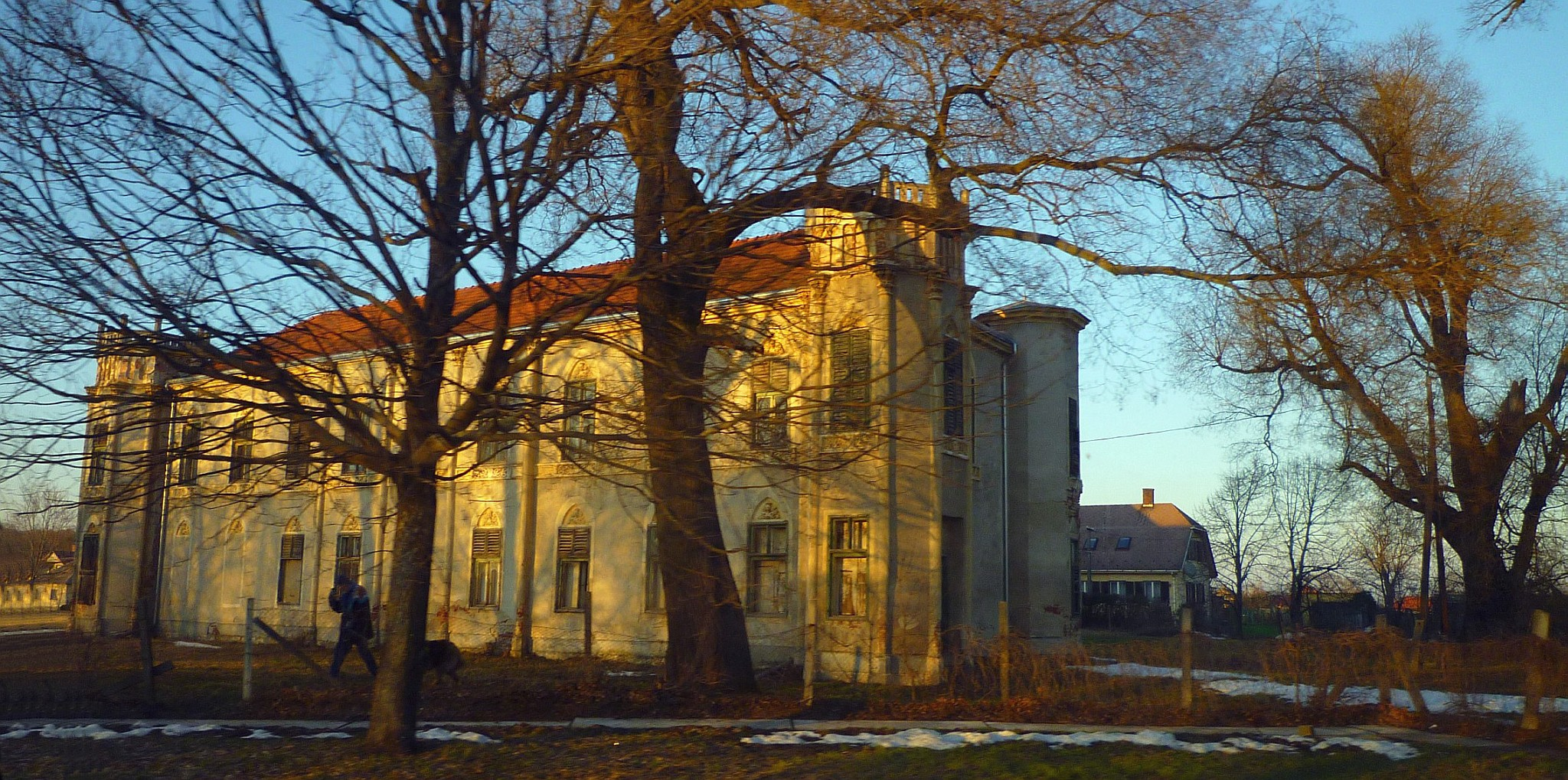
A kastély délnyugat felől

A település központjában, az Árpási utca elején található kastély egy, a 18. században barokk stílusban épült Festetics-kastély helyén áll, amelyet az új tulajdonos, Stern Artúr 1882-ben lebontatott, hogy helyére a kor divatját követve „romantikus”, neogótikus stílusban újat építtessen. A régi kastélyból csak a Batthyány család címerét őrizte meg, ezt visszahelyeztette az új épület északnyugatra néző főhomlokzatára. Az új kastélynak eredetileg U alakú alaprajza volt, de északkeleti szárnya a második világháborúban helyrehozhatatlanul megrongálódott, s csak középső része és délnyugati szárnya maradt meg. Az épület jellegzetességei a bástyaszerű sarkok. A háború után a Batthyány-címert a romos főhomlokzatról a délkeletre néző, utca felőli falra helyezték át, itt látható ma is.
1924. október 4-én gyilkosság történt a kastélyban, a tulajdonost, Egyedi Artúrt ölte meg veje, Froreich Ernő.
A kastély udvarán álló öreg japánakác (más néven közönséges pagodafa) Kőninger Endrének, az uradalom utolsó kertészének elmondása szerint idősebb a mai épületnél, a hajdani barokk kastély udvarát is ez a fa díszítette.
A kastélypark külön érdekessége volt a falu címerének bal felső mezejében is szereplő, Nagykútnak nevezett kútbörtön, egy többcellás föld alatti téglaépítmény, amelyet a második világháborúig használt az uradalom, persze az utolsó időszakban már nem börtön, hanem raktár funkcióval, leginkább almatárolás céljára. A kutat a második világháború utáni földosztást követően a parcella új tulajdonosa elbontotta és betemette.
A kastélyt, amelyben egy időben a helyi általános iskola működött, az anyagi nehézségekkel küzdő önkormányzat a 2000-es évek elején eladta. Az új tulajdonos az épület cseréptetejét felújíttatta, de teljes rekonstrukcióra még nem került sor.
A római katolikus templom

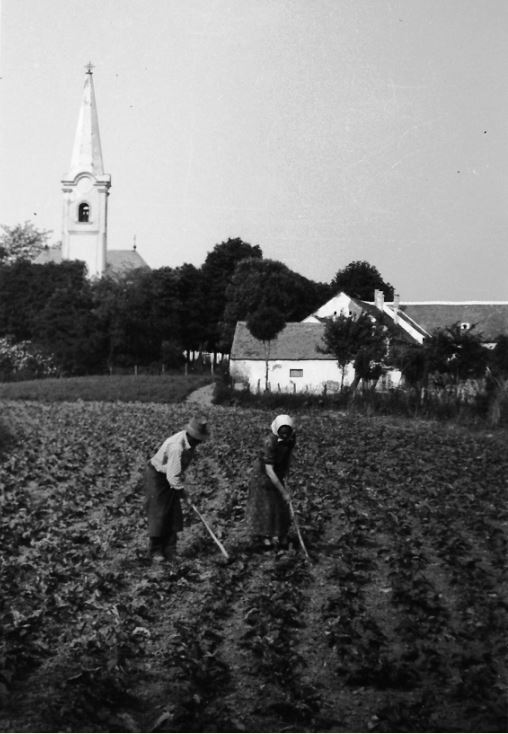
A római katolikus templom 1958-ban – még a régi toronnyal

A kastéllyal szemben álló háromhajós, kereszthajós templom 1733-ban épült barokk stílusban, de kétszáz évvel később, 1933-ban a torony és a szentély kivételével átépítették, neobarokk stílusban. Tornya 1959 májusában, egy villámcsapás következtében megrongálódott, s a helyreállítás során eredetileg téglából épült szép csúcsos palástja helyett a régi hangulatát nem tükröző betonpalástot kapott. Ezt 2012-ben vörösrézzel burkolták.
A főoltár és a szószék eredeti, a 18. századból való. A főoltárkép a Szentháromságot ábrázolja, a szószék mellvédjét díszítő olajfestményről pedig Pál apostol néz le a szemlélőre.
A templom északkeleti homlokzata előtt, a sekrestyeajtó mellett álló míves kőkeresztet 1803-ban állították.

## Érdekesség
A község nevét helyileg az „ëgyed” köznév ejtésével ellentétben „egyëd”-nek ejtik, tehát megfordítják a zárt „ë” és a nyílt „e” sorrendjét.

## Képgaléria

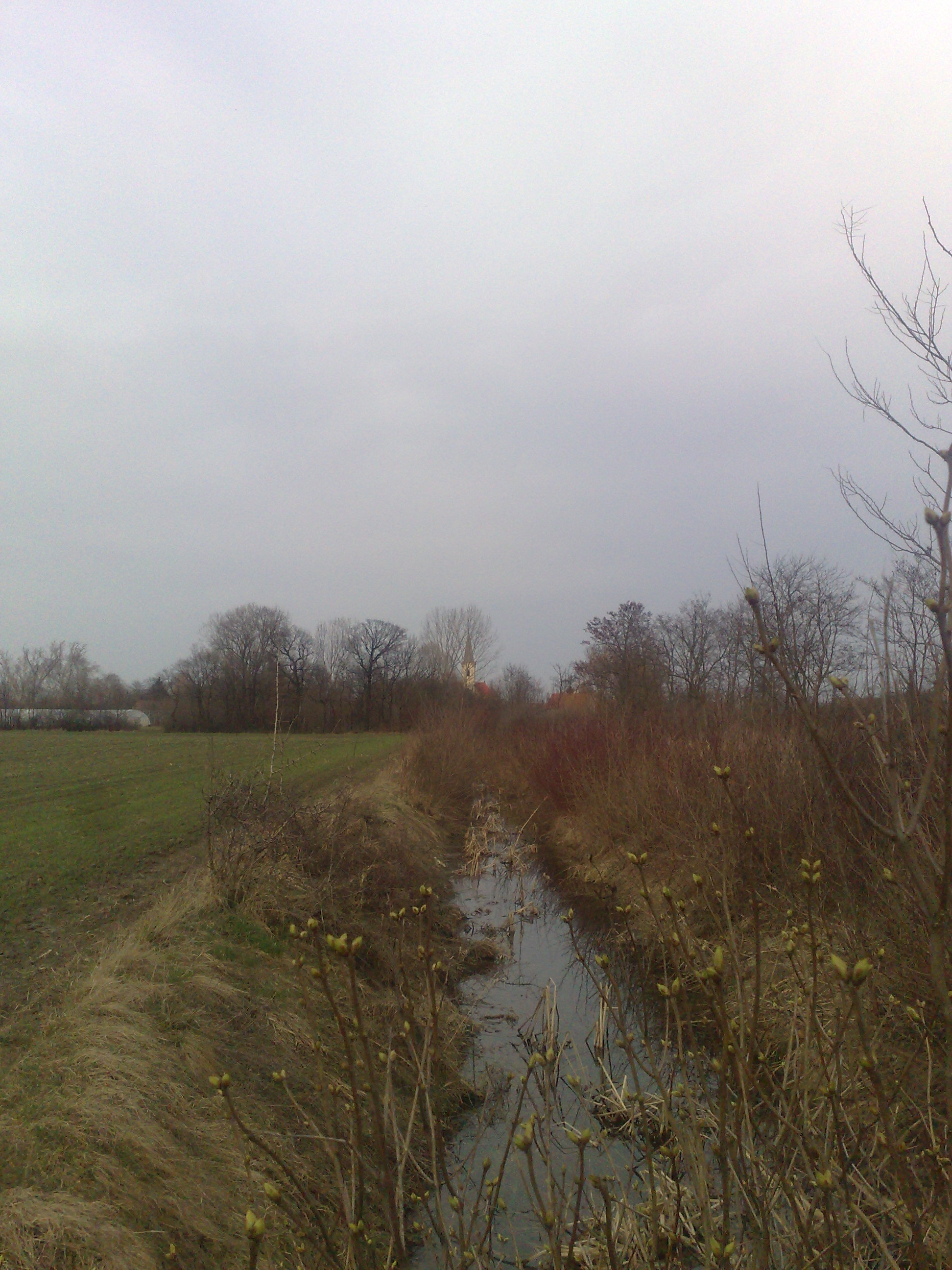
A Buga-csatorna 2010 tavaszán
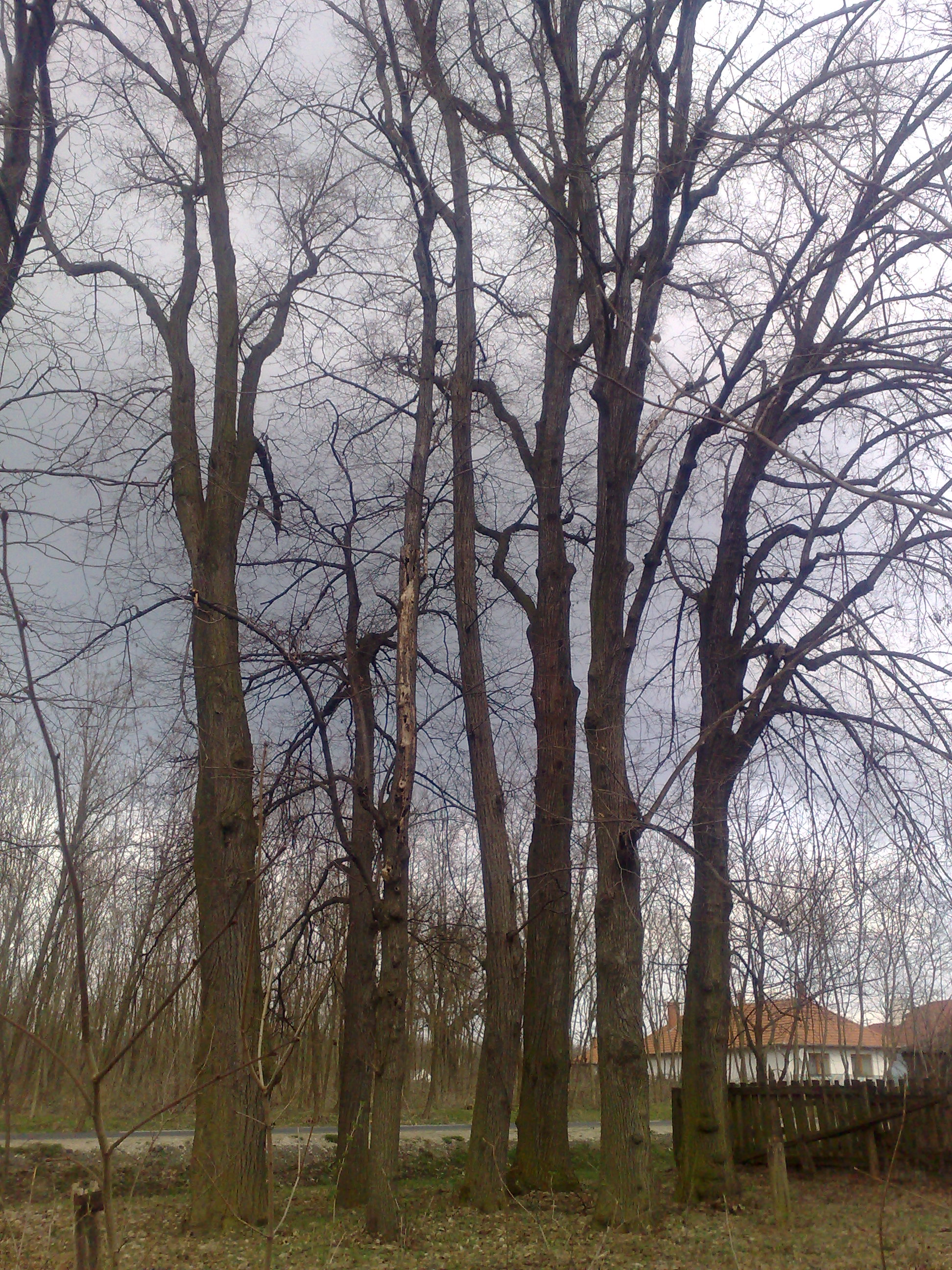
A hét vezér fái
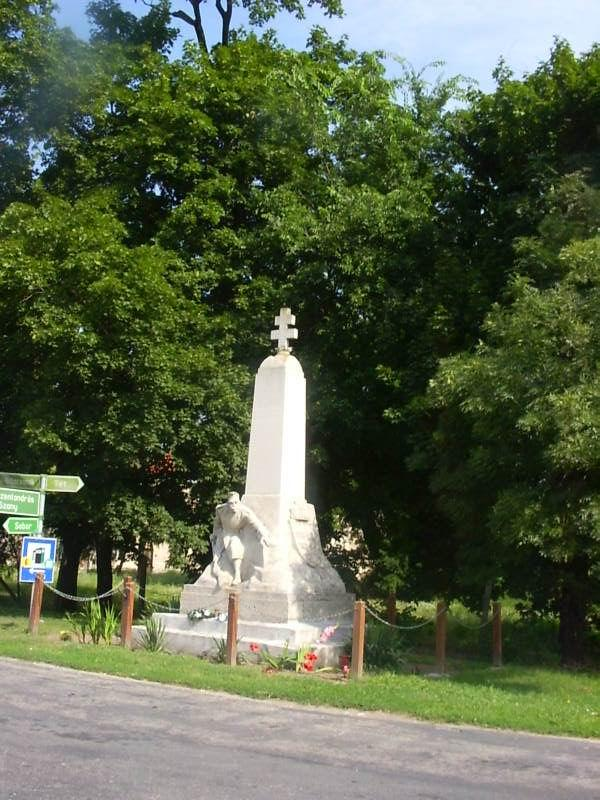
Az I. világháborús hősök emlékműve
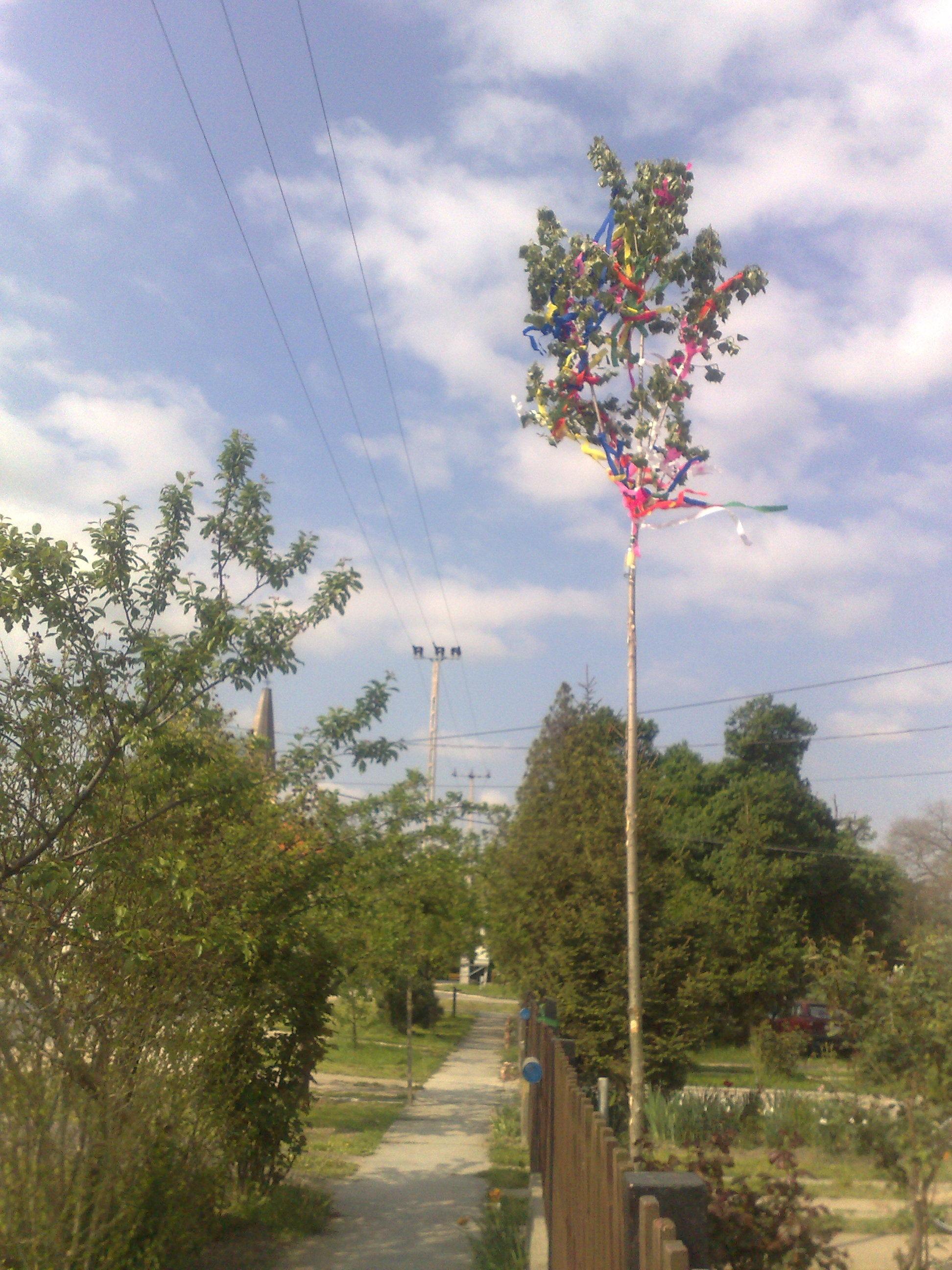
Májusfa az Árpási utcában 2010-ben
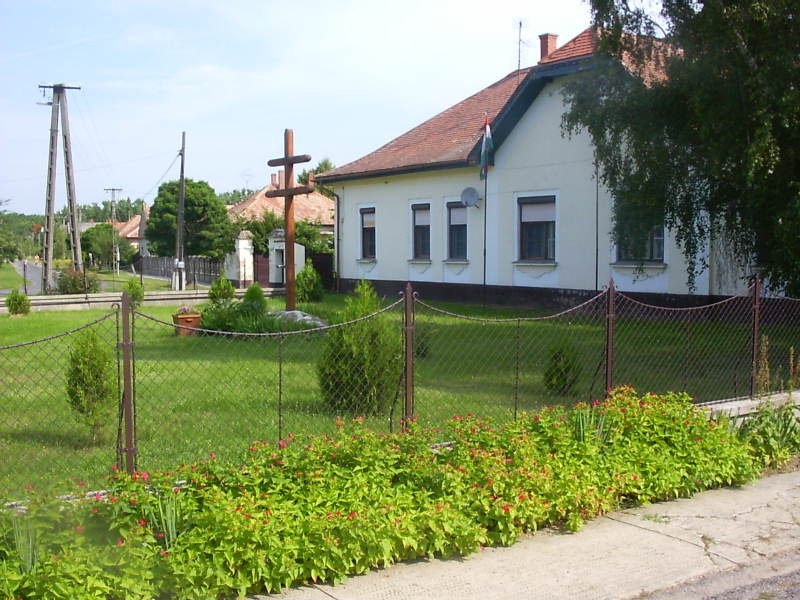
A községháza
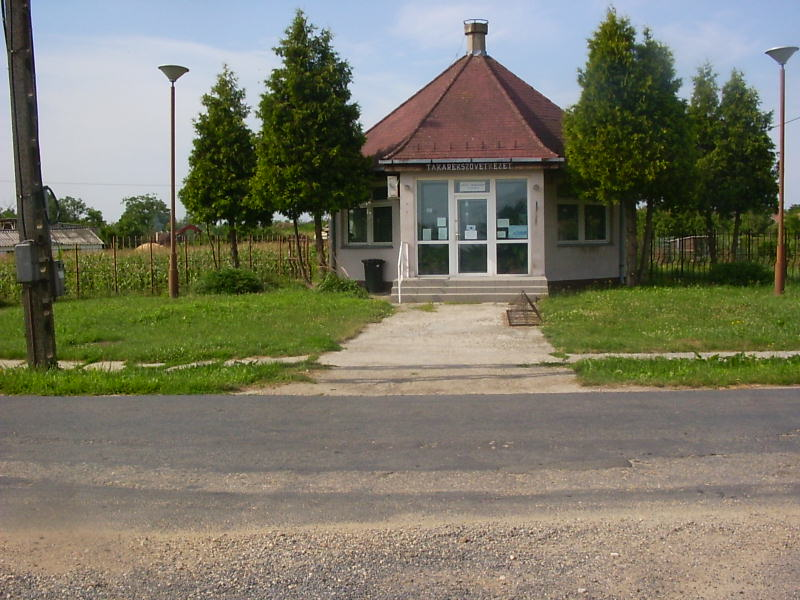
A takarékszövetkezet
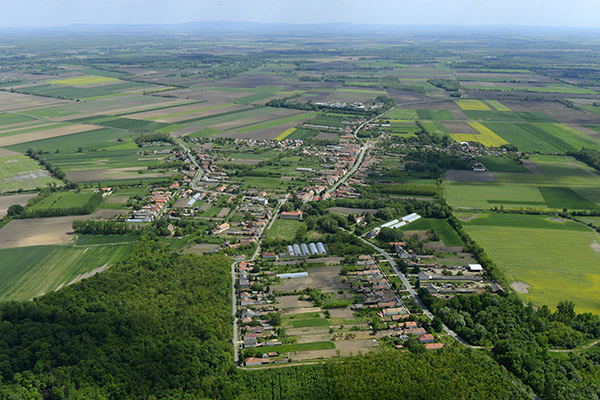
Egyed látképe madártávlatból